# Kpingni
Kpingni ist eine Stadt und ein Arrondissement im Departement Collines im westafrikanischen Staat Benin. Es ist eine Verwaltungseinheit, die der Gerichtsbarkeit der Kommune Dassa-Zoumè untersteht.

## Demografie und Verwaltung
Gemäß der Volkszählung 2013 des beninischen Statistikamtes INSAE hatte das Arrondissement 8264 Einwohner, davon waren 4017 männlich und 4247 weiblich.
Von den 93 Dörfern und Quartieren der Kommune Dassa-Zoumè entfallen sieben auf Kpingni:
1. Adihinlidji
2. Bakèma
3. Fita
4. Kpingni
5. Togon
6. Vèdji
7. Zougoudo